# Чахлов, Антон Григорьевич
Антон Григорьевич Чахлов (1928—2007) — советский передовик производства, мастер по добыче газа газопромыслового управления №2 объединения «Кубаньгазпром» Министерства газовой промышленности СССР. Герой Социалистического Труда (1966).

## Биография
Родился 29 января 1928 года в деревне Шадрино Новосибирского округа Сибирского края в русской крестьянской семье. 
С 1944 года, в шестнадцати летнем возрасте начал свою трудовую деятельность буровым рабочим на шахте, был участником поискового разведывательного отряда  для разработки Горловского угольного бассейна на территории Новосибирской области. С 1949 по 1951 годы проходил военную службу в рядах Советской армии.
С 1951 года А. Г. Чахлов после демобилизации из рядов Советской армии устроился работать оператором по добыче нефти на нефтяных скважинах Краснодарского края. Окончив техникум был назначен мастером по добыче газа третьего газового промысла Каневского газопромыслового управления №2 объединения «Кубаньгазпром» Министерства газовой промышленности СССР. Каневский газовый промысел в котором работал А. Г. Чахлов, стал первым на Кубанском регионе который был автоматизирован и успешно осваивал крупнейшие газоконденсатные месторождения, такие как: Майкопское, Челбасское, Староминское, Сердюковское, Каневско-Лебяжное, Ленинградское,  Крыловское и Березанское находившихся на территориях  Ростовской области и Краснодарского края. 
С 1959 по 1965 годы А. Г. Чахлов по итогам работы в седьмой семилетке занимал лидирующее положение в газодобывающей отрасли страны и победителем в социалистическом соревновании объединения «Кубаньгазпром» Министерства газовой промышленности СССР. 
1 июля 1966 года Указом Президиума Верховного Совета СССР «за выдающиеся заслуги в развитии газовой промышленности и достижение высоких технико-экономических показателей при выполнении заданий семилетнего плана» Антон Григорьевич Чахлов был удостоен звания Героя Социалистического Труда с вручением Ордена Ленина и золотой медали «Серп и Молот».
После выхода на заслуженный отдых, проживал в станице Каневской, Краснодарского края. 
Скончался 26 июня 2007 года в станице Каневской. 

## Награды
- Медаль «Серп и Молот» (01.07.1966)
- Орден Ленина (01.07.1966)